# イングリッシュ (駆逐艦)
イングリッシュ(USS English, DD-696)は、アメリカ海軍の駆逐艦。アレン・M・サムナー級。艦名はロバート・H・イングリッシュ海軍少将に由来する。

## 艦歴
1943年10月19日にニュージャージー州カーニーのフェデラル・シップビルディング・アンド・ドライドック社で起工した。1944年2月27日命名、進水し、5月4日に艦長ジェームス・トーマス・スミス少佐の指揮下就役した。
太平洋戦争では1944年9月3日にハワイに到着、訓練を受けた後マーク・ミッチャー中将指揮下の第58任務部隊に空母護衛艦として所属、硫黄島作戦、1945年3月14日からは沖縄戦に参加し、特攻により大破した空母「バンカー・ヒル」からミッチャーとその幕僚たちを移乗させている。
1970年5月15日除籍され、同年8月台湾海軍に売却され「惠陽(フェイ・ヤン)」となった。その後1999年8月16日台湾海軍を除籍され、撃沈処分となった。

## 叙勲
「イングリッシュ」は太平洋戦争の功績で2個、朝鮮戦争の功績で4個の従軍星章を獲得している。
座標: 北緯27度06分 東経127度38分 / 北緯27.100度 東経127.633度